# Papieska Unia Misyjna
Papieska Unia Misyjna (PUM) – jedno z czterech Papieskich Dzieł Misyjnych – założona została przez bł. Pawła Mannę (1872-1952), włoskiego misjonarza w 1916 r. Ma na celu informację i formację misyjną kapłanów, członków instytutów zakonnych, stowarzyszeń życia wspólnego i instytutów świeckich, kandydatów do kapłaństwa i do życia poświęconego Bogu, jak również innych osób pełniących w Kościele posługę pastoralną. (por. Statuty PDM, rozdz.II, 23).

## Historia
Po wielu latach pracy w Birmie o. Paweł Manna zmuszony był wrócić do kraju ze względów zdrowotnych. Poszukując swojego miejsca w Kościele, odkrył nowe pole działalności na rzecz misji, jakim była animacji misyjna wśród duchowieństwa celem „misyjnego przebudzenia” wśród wszystkich wierzących.
Inspiracją do tego rodzaju zaangażowania było bolesne doświadczenie dysproporcji, jaką o. Manna zauważył między ogromem potrzeb świata misyjnego a obojętnością wobec tej sytuacji zarówno duchowieństwa, jak i katolików ówczesnej Europy. Kierowany gorącą miłością do misji postanowił zmienić ten stan. Zaczął od wykorzystania prasy katolickiej i misyjnej. Na łamach pisma Le Missioni Cattoliche publikował swoje refleksje dotyczące kształtowania świadomości misyjnej katolików przy współudziale duchowieństwa. Był to wiodący temat wszystkich jego publikacji, książek i przemówień. Ojciec Manna wychodził z założenia, że kapłani przekonani o konieczności i wspaniałości dzieła misyjnego poprowadzą szeroko rozumiane wychowanie misyjne.
Prawda o naturze samego kapłaństwa i misji kapłanów jako przewodników ludu Bożego stała się dla o. Manny duchowym fundamentem misyjnej formacji kapłanów. Każdy sługa ołtarza, uczestnicząc w kapłaństwie Chrystusowym, powinien przyjąć na siebie również ten ważny rys Jego kapłaństwa, jakim jest kontynuowanie Boskiej misji Jezusa Chrystusa, czyli głoszenie wszystkim ludziom Ewangelii zbawienia. Z tym wiąże się podjęcie określonych zadań: zgłębianie zagadnień misyjnych, by móc przekazywać zdobyte informacje wiernym; zachęcanie do modlitwy za misje; troska o powalania misyjne; materialne wspieranie misji. Realizacja powyższego programu domagała się utworzenia ośrodka koordynującego i jednoczącego działania misyjne.
Ojciec Manna rozpoczął od przygotowania Statutów zawierających plan powołania stowarzyszenia o nazwie Unia Misyjna Duchowieństwa.  Swój zamiar przedstawił abp. Guido Confortiemu, osobie kompetentnej w sprawach misji. Odnosząc się pozytywnie do tej idei, arcybiskup Conforti zgodził się przedstawić projekt Statutów papieżowi Benedyktowi XV, który zaaprobował je dnia 31 października 1916 r. Zaś dekret zatwierdzający Statuty i Unię Misyjną Duchowieństwa ukazał się w styczniu 1917 r.
Na mocy powyższych Statutów do Unii mogli należeć biskupi jako członkowie honorowi. Kapłani diecezjalni, zakonni i seminarzyści byli członkami zwyczajnymi. Z czasem grono członków było stopniowo rozszerzane. W 1949 r. Kongregacja Rozkrzewiania Wiary wydała dokument Huic sacro, umożliwiający wstępowanie do Unii również braciom i siostrom zakonnym. Natomiast znowelizowane Statuty z 1980 r. włączyły ponadto świeckich animatorów, pełniących funkcje duszpasterskie.

## Cele PUM
Celem Unii Misyjnej Duchowieństwa jest: formacja misyjna kapłanów, zakonników i sióstr zakonnych, alumnów, animatorów świeckich, ożywianie swoim działaniem istniejących już Dzieł Misyjnych, rozbudzanie wśród chrześcijan żywego zainteresowania misjami oraz pogłębianie ich odpowiedzialności za głoszenie Ewangelii niechrześcijanom, propagowanie prasy misyjnej, zapewnienie skutecznej współpracy misyjnej przez modlitwę i ofiarę pod patronatem Matki Bożej, Królowej Misji.
Jan Paweł II napisał o Unii: „zadaniem Papieskiej Unii Misyjnej jest tchnienie życia, wiary, entuzjazmu i miłości we wszystkie formy pomocy misjom”.
Unia Misyjna Duchowieństwa rozwinęła struktury na szczeblu międzynarodowym, krajowym i diecezjalnym. Sekretariat międzynarodowy, który został powołany w 1937 r., ma swoją siedzibę w Rzymie przy Kongregacji Ewangelizacji Narodów. Sam Założyciel pełnił funkcje Sekretarza Generalnego przez cztery lata. Szybki rozwój Unii o. Manna przypisywał łasce Bożej, poparciu Papieży i Kongregacji Rozkrzewiania Wiary. W 1938 r. było już 167 tys. członków (kapłanów i kleryków) w 35 krajach.
W 1956 r. Unia została podniesiona do rangi dzieła papieskiego i przyjęła nazwę Papieska Unia Misyjna Duchowieństwa. Po 1980 r. zrezygnowano z ostatniego członu nazwy i obecnie jest znana jako Papieska Unia Misyjna. Jej organem urzędowym jest czasopismo Omnis Terra wydawane w pięciu językach, a w Polsce półrocznik Lumen Gentium. Zeszyty Misyjne (jako kontynuacja kwartalnika Światło Narodów).
Założyciel Unii został wyniesiony na ołtarze dnia 4 listopada 2001 r.

## PUM w Polsce
Do Polski PUM dotarła już w 1919 r. i została przyjęta pod nazwą Związek Misyjny Duchowieństwa. Jego pierwszym prezesem był abp Antoni Julian Nowowiejski, biskup płocki. Dzięki jego zaangażowaniu nastąpił prężny rozwój Związku. Do wybuchu drugiej wojny światowej spotkania członków odbywały się co roku, a ponadto co kilka lat zwoływano kongresy. W tamtym okresie liczba członków wynosiła ponad 10 tys. kapłanów i seminarzystów. We wszystkich wyższych seminariach duchownych działały kleryckie koła misyjne.
Po wojnie w 1947 r. na krótko nastąpiło wznowienie działalności Związku, który po dwóch latach, na mocy ustawy z 1949 r., został zawieszony. Przełomowym wydarzeniem w dziejach Związku było mianowanie przez Kongregację Rozkrzewiania Wiary 24 maja 1963 r. bp. Jana Wosińskiego, biskupa pomocniczego z Płocka, na prezesa. Od tej pory Związkowi przywrócono pierwotną nazwę – Papieska Unia Misyjna Duchowieństwa. Dzięki tej nominacji w Polsce dokonało się odrodzenie ruchu misyjnego, a Unia stała się pomostem ciągłości historycznej Papieskich Dzieł Misyjnych i przyczyniła się do ich reaktywowania.
Obecnie w Polsce istnieje Sekretariat Krajowy PUM w ramach Krajowej Dyrekcji PDM z siedzibą w Warszawie. Organem prasowym było czasopismo Światło Narodów, które od 2011 r. zmieniło swój charakter i nazwę na Lumen Gentium. Zeszyty Misyjne.
PUM w ramach formacji misyjnej co roku organizuje sympozja misyjne dla kleryków oraz sesje misjologiczne i czuwanie modlitewne w intencji misyjnego dzieła Kościoła na Jasnej Górze, gdzie gromadzą się członkowie Unii.